# The Last Dinner Party
The Last Dinner Party er en britisk indie rock-gruppe fra London. Gruppen blev dannet i 2021 og består af Abigail Morris (sang), Lizzie Mayland (sang, guitar), Emily Rogers (leadguitar, mandolin, fløjte), Georgia Davies (el-bas) og Aurora Nishevci (keyboard, sang). Gruppen har ikke nogen fast trommeslager, men har for tiden Casper Miles med ved koncerter.
Gruppen fik kontrakt med Island Records, der udgav debutsinglen "Nothing Matters" i april 2023. Sangen nåede i top tyve på den britiske hitliste, og gruppen modtog en Rising Star ved Brit Awards i december samme år, og derpå vandt de BBC Radio 1's Sound of 2024-pris i januar 2024. Debutalbummet Prelude to Ecstasy udkom i februar 2024 og gik direkte ind som nummer ét på UK Albums Chart.

## Historie
Englænderne Abigail Morris og Lizzie Mayland samt australieren Georgia Davies mødte hinanden under rusarrangementer på King's College London, hvor de fandt ud af, at de kunne lide samme slags musik og selv havde lyst til at spille. De fik Emily Rogers og Aurora Nishevci med, og så kom de i gang med at spille sammen, oprindelig under navnet The Dinner Party, dog med en del forhindringer på grund af nedlukningerne under COVID-19-epidemien. De begyndte så at skabe sig deres egen lyd som en opdateret udgave af 1970'ernes Roxy Music, Sparks samt Siouxsie & the Banshees.
Deres første koncert gav de i november 2021, og de kom snart til at spille som opvarmning til store navne som The Rolling Stones og Nick Cave. Da de fik kontrakt med Island Records, skiftede de navn til The Last Dinner Party for at undgå forvekslinger med Dinner Party, en amerikansk gruppe. Snart udsendte gruppen debutsinglen "Nothing Matters", og i sommeren 2023 spillede de udover som opvarmning for Hozier også flere festivaler, heriblandt Glastonbury og danske Smukfest. De udgav yderligere et par singler, og ved årsskiftet modtog de derpå prisen som Rising Star ved Brit Awards.

## Stil
Gruppen musik er blevet beskrevet som "art rock" eller "barok-pop" med inspiration fra blandt andet Queen, Abba, Sparks, Roxy Music og Siouxsie & the Banshees, og i deres scenefremtræden bruger de meget varierede virkemidler, som de selv beskriver som "gotiske, feminine og kokette".

## Diskografi

### Studiealbum
| Titel              | Albumdetaljer                                                                 | Højeste hitlisteplacering | Højeste hitlisteplacering | Højeste hitlisteplacering | Højeste hitlisteplacering | Højeste hitlisteplacering | Højeste hitlisteplacering | Højeste hitlisteplacering | Højeste hitlisteplacering | Højeste hitlisteplacering | Højeste hitlisteplacering | Salgstal     | Certificering |
| Titel              | Albumdetaljer                                                                 | UK                        | AUS                       | BEL                       | FRA                       | GER                       | IRE                       | NLD                       | SCO                       | SWI                       | US Heat                   | Salgstal     | Certificering |
| ------------------ | ----------------------------------------------------------------------------- | ------------------------- | ------------------------- | ------------------------- | ------------------------- | ------------------------- | ------------------------- | ------------------------- | ------------------------- | ------------------------- | ------------------------- | ------------ | ------------- |
| Prelude to Ecstasy | - Udgivet: 2. februar 2024 - Label: Island - Format: CD, LP, digital download | 1                         | 35                        | 2                         | 107                       | 15                        | 2                         | 4                         | 1                         | 10                        | 2                         | - UK: 55.704 | - BPI: Sølv   |

### Singler
| Titel                                   | År   | Højeste hitlisteplacering | Højeste hitlisteplacering | Højeste hitlisteplacering | Højeste hitlisteplacering | Højeste hitlisteplacering | Højeste hitlisteplacering | Højeste hitlisteplacering | Højeste hitlisteplacering | Højeste hitlisteplacering | Højeste hitlisteplacering | Certificering | Album              |
| Titel                                   | År   | UK                        | CAN Rock                  | GER DL                    | IRE                       | JPN Over.                 | LVA                       | NZ Hot                    | US AAA                    | US Alt                    | US Rock                   | Certificering | Album              |
| --------------------------------------- | ---- | ------------------------- | ------------------------- | ------------------------- | ------------------------- | ------------------------- | ------------------------- | ------------------------- | ------------------------- | ------------------------- | ------------------------- | ------------- | ------------------ |
| "Nothing Matters"                       | 2023 | 16                        | 21                        | 30                        | 22                        | —                         | 17                        | 34                        | 5                         | 7                         | 35                        | - BPI: Sølv   | Prelude to Ecstasy |
| "Sinner"                                | 2023 | —                         | —                         | —                         | —                         | —                         | —                         | —                         | 5                         | 18                        | —                         |               | Prelude to Ecstasy |
| "My Lady of Mercy"                      | 2023 | —                         | —                         | —                         | —                         | 5                         | —                         | —                         | —                         | —                         | —                         |               | Prelude to Ecstasy |
| "On Your Side"                          | 2023 | —                         | —                         | —                         | —                         | —                         | —                         | —                         | —                         | —                         | —                         |               | Prelude to Ecstasy |
| "Caesar on a TV Screen"                 | 2024 | —                         | —                         | —                         | —                         | —                         | —                         | —                         | —                         | —                         | —                         |               | Prelude to Ecstasy |
| "The Feminine Urge"                     | 2024 | —                         | —                         | —                         | —                         | —                         | —                         | —                         | 20                        | —                         | —                         |               | Prelude to Ecstasy |
| "—" betyder, at den ikke kom på listen. |      |                           |                           |                           |                           |                           |                           |                           |                           |                           |                           |               |                    |

1. ↑  "Sinner" kom ikke på UK Singles Chart, men toppede som nummer 12 på UK Singles Sales Chart Top 100.[30]
2. ↑  "Sinner" kom ikke på Hot Rock & Alternative Songs-listen, men toppede som nummer 21 på Rock & Alternative Airplay chart.[31]